# Verwaltungsrat (Schweiz)
Der Verwaltungsrat (VR, französisch conseil d’administration, italienisch consiglio d’amministrazione) ist das oberste Exekutivorgan, dem die Führung der Geschäfte einer Aktiengesellschaft nach Schweizer Recht (Gesetzestexte im Obligationenrecht) obliegt, soweit nicht die Generalversammlung (GV; die «Legislative» der AG) zuständig ist, wobei eine Kompetenzvermutung zugunsten des VR besteht.

## Organisation
Der Verwaltungsrat wird von der Generalversammlung gewählt. Er ist nicht dem Aufsichtsrat in Deutschland und Österreich gleichzusetzen, denn im Gegensatz zu diesem ist der Verwaltungsrat nicht nur Aufsichtsorgan (Art. 716a Abs. 1 Ziff. 5 OR), sondern gleichzeitig für die Oberleitung der Gesellschaft (Art. 716a Abs. 1 Ziff. 1 OR) verantwortlich. Obwohl eine Geschäftsleitung (Deutschland und Österreich: Vorstand) eingesetzt werden kann, kann der VR dieser die Oberleitung nicht übertragen (Art. 716a Abs. 1 OR: «… unübertragbare und unentziehbare Aufgaben …»). D. h., gemäss schweizerischem Aktienrecht ist es nicht zwingend notwendig, eine Geschäftsleitung einzusetzen. Eine Geschäftsleitung wird jedoch in der Praxis bei grösseren Gesellschaften regelmässig eingesetzt, womit schweizerische Aktiengesellschaften nahe an das dualistische System der Unternehmensführung in Deutschland und Österreich kommen, jedoch ohne dieses exakt abbilden zu können.

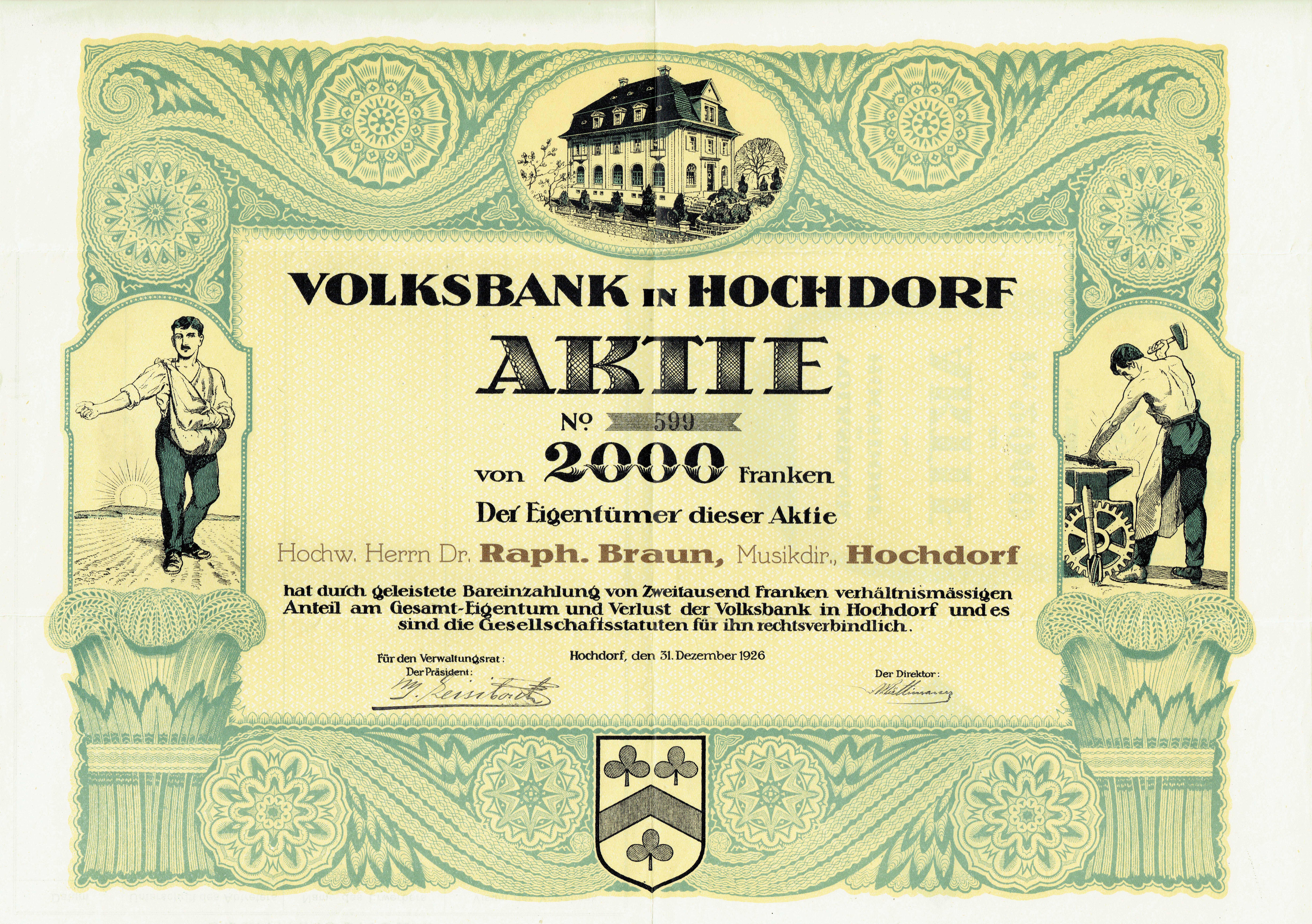
Aktie der Volksbank in Hochdorf, signiert vom Verwaltungsratpräsidenten

Der Verwaltungsratspräsident (VR-P) ist Präsident des Verwaltungsrates (VR) einer Schweizer Aktiengesellschaft (AG). Seine Befugnisse entsprechen denjenigen jedes anderen VR-Mitgliedes, doch kommt ihm bei Abstimmungen der Stichentscheid zu (Art. 713 Abs. 1 OR). Er wird vom VR selbst gewählt, wenn die Statuten die Wahl des VR-P nicht der GV übertragen. Wie die anderen VR-Mitglieder wird er auf drei Jahre oder auf eine von den Statuten bestimmte andere Amtsdauer gewählt (Art. 710 Abs. 1 OR). Jedes VR-Mitglied ist für den Schaden, den es durch absichtliche oder fahrlässige Pflichtverletzung verursacht, haftbar (Art. 754 OR).
Eine Besonderheit gegenüber der dualistischen Spitzenorganisation Deutschlands und Österreichs ist der Verwaltungsratsdelegierte (VR-D). Wird ein VR-D bestellt, so hat er eine Doppelstellung als VR und zugleich Mitglied der Geschäftsleitung inne.
Die rechtmässige Zusammensetzung des Verwaltungsrates ist für die Gesellschaft zentral. Wenn der Verwaltungsrat nicht mehr bestellt werden kann oder wenn nicht mehr die gemäss Gesetz erforderliche Anzahl Verwaltungsräte oder Direktoren mit Unterschriftsberechtigung und Wohnsitz in der Schweiz gegeben sind (Art. 718 OR), dann hat dies ein sogenanntes Organisationsmängelverfahren zur Folge (Art. 731b OR). Mit diesem Verfahren soll die ordnungsgemässe Organisation der Gesellschaft wiederhergestellt werden; wenn dies nicht gelingt, dann hat dies die Auflösung und Liquidation der Gesellschaft zur Folge.